# Uniqlo
Công ty trách nhiệm hữu hạn Uniqlo (株式会社ユニクロ Kabushiki-gaisha Yunikuro) là một công ty thiết kế, may mặc và bán lẻ trang phục thường ngày của Nhật Bản. Ban đầu là một bộ phận của công ty Fast Retailing, Uniqlo trở thành một công ty con từ tháng 11 năm 2005, và có tên trong nhóm hạng nhất của sàn chứng khoán Tokyo.
Ngoài Nhật Bản, Uniqlo còn hoạt động ở Trung Quốc, Hồng Kông, Đài Loan, Pháp, Malaysia, Úc, Philippines, Singapore, Hàn Quốc, Thái Lan, Vương quốc Anh, Đức, Mỹ, Indonesia, Ấn Độ và Việt Nam.

## Lịch sử
Năm 1963, Men's Shop Ogori Shoji được thành lập tại Ube, Yamaguchi.
Năm 1984, Hitoshi Yanai lúc đó đang điều hành một cửa hàng thời trang nam là Men's Shop Ogori Shoji ở Ube, Yamaguchi, đã mở thêm một cửa hàng mới là Unique Clothing Warehouse ở Fukuro-machi, Naka-ku, Hiroshima, tiền thân của Uniqlo. Cái tên "Uniqlo" ra đời từ đây, là cách viết rút gọn của "unique clothing".
Tháng 9 năm 1991, Men's Shop Ogori Shoji đổi tên thành Fast Retailing, và cho đến tháng 4 năm 1994, đã có hơn 100 cửa hàng Uniqlo hoạt động trên khắp nước Nhật.
Uniqlo hiện có hơn 30.000 người và có mặt ở hơn 25 quốc gia. Có hơn 800 cửa hàng Uniqlo ở Nhật Bản (chỉ hơn 100 cửa hàng ở Tokyo).
Tại Đông Nam Á, cửa hàng Uniqlo đầu tiên được mở tại Singapore vào năm 2009. Một năm sau, nó được mở tại Malaysia vào năm 2010, Thái Lan vào năm 2011, Philippines vào năm 2012 và Indonesia vào năm 2013. Uniqlo đến Việt Nam lần đầu tiên vào năm 2019. Hiện có hơn 300 cửa hàng Uniqlo ở Đông Nam Á, chủ yếu ở Philippines (73 cửa hàng), Indonesia (65 cửa hàng), Thái Lan (64 cửa hàng) và Malaysia (57 cửa hàng).

## Uniqlo tại Việt Nam
Hiện tại có 24 chi nhánh tại Việt Nam. Vào tháng 12 năm 2019, chi nhánh Việt Nam đầu tiên tại Thành phố Hồ Chí Minh đã được khai trương trên đường Đồng Khởi. Tháng 2/2020, chi nhánh thứ 2 tại Hà Nội được khai trương tại Vincom Center Bà Triệu. Hiện tại có hơn mười chi nhánh ở cả hai thành phố và hai chi nhánh ở Hải Phòng. Hầu hết các chi nhánh tại Việt Nam đều nằm ở các trung tâm mua sắm như ÆON Mall hay Vincom. Cửa hàng hàng đầu khai trương vào tháng 11 năm 2023 tại Hồ Hoàn Kiếm, Hà Nội.
Có thông báo rằng Uniqlo sẽ mở cửa hàng đầu tiên ở miền Trung Việt Nam tại Huế tại AEON Mall vào năm 2025.
Cửa hàng:
Hà Nội
- Uniqlo ÆON Mall Hà Đông
- Uniqlo ÆON Mall Long Biên
- Uniqlo Hoàn Kiếm
- Uniqlo Lotte Mall
- Uniqlo The Loop
- Uniqlo Vincom Bà Triệu
- Uniqlo Vincom Metropolis
- Uniqlo Vincom Phạm Ngọc Thạch
- Uniqlo Vincom Royal City
- Uniqlo Vincom Trần Duy Hưng

Thành phố Hồ Chí Minh
- Uniqlo ÆON Mall Bình Tân
- Uniqlo ÆON Mall Celadon
- Uniqlo Đồng Khởi
- Uniqlo Parc Mall
- Uniqlo SC VivoCity
- Uniqlo Sense City Phạm Văn Đồng
- Uniqlo Saigon Centre
- Uniqlo Thiso Mall Sala
- Uniqlo Van Hanh Mall
- Uniqlo Vincom Grand Park
- Uniqlo Vincom Landmark 81
- Uniqlo Vincom Phan Văn Trị

Hải Phòng
- Uniqlo ÆON Mall Lê Chân
- Uniqlo Vincom Imperia

Bình Dương
- Uniqlo ÆON Mall Canary
- Uniqlo SORA gardens SC

Đồng Nai
- Uniqlo Vincom Biên Hòa